# Eritreisch-Äthiopischer Krieg

Lage Äthiopiens und Eritreas

Der Eritreisch-Äthiopische Krieg dauerte vom 6. Mai 1998 bis zum 18. Juni 2000 und endete mit der äthiopischen Besetzung der umstrittenen Gebiete. Der anschließende Waffenstillstand wurde im Abkommen von Algier vereinbart.

## Ursachen
Eritrea wurde Ende des 19. Jahrhunderts italienische Kolonie, während Äthiopien (Kaiserreich Abessinien) seine Unabhängigkeit verteidigen konnte. Zu dieser Zeit wurden Grenzverträge zwischen der Eritrea beherrschenden italienischen Kolonialmacht und Äthiopien geschlossen, die später Auswirkungen auf den Grenzkonflikt haben sollten. Nach Ende des Zweiten Weltkrieges bildete Eritrea ab 1952 eine Konföderation mit Äthiopien. Die zuvor zugesicherte Selbstverwaltung innerhalb Äthiopiens wurde aber zunehmend eingeschränkt und 1961 ganz aufgehoben. Vor allem ab 1974 unter der marxistisch-leninistischen Derg-Militärregierung unter Mengistu Haile Mariam bildeten sich bewaffnete Widerstandsbewegungen in Eritrea wie auch in weiteren Regionen Äthiopiens, so im angrenzenden Tigray. Der Kampf gegen den gemeinsamen Feind einte die äthiopischen und eritreischen Rebellen, die eine militärische und politische Zusammenarbeit entwickelten. Gemeinsam gelang den Rebellen 1991 der Sturz des Derg-Regimes.
Eritrea erhielt damit nach einem dreißigjährigen Unabhängigkeitskrieg im Jahr 1993 schließlich friedlich die Unabhängigkeit von Äthiopien, obwohl Äthiopien dadurch seinen direkten Meereszugang verlor und zu einem Binnenstaat wurde. Wirtschaftlich waren beide Staaten zunächst um eine enge Zusammenarbeit bemüht. So schlossen beide Länder einen Kooperationsvertrag, in dem sie einen zollfreien Handel vereinbarten. Außerdem behielt Eritrea die äthiopische Währung Birr bei und bildete eine Währungsunion mit Äthiopien. Als Ausgleich für den Verlust des Meereszuganges wurde die eritreische Stadt Assab zum Freihafen erklärt, über den Äthiopien seine Güter zollfrei einführen konnte, und auch die Nutzung der Raffinerie in Assab wurde Äthiopien im Austausch gegen 30 % des äthiopischen Erdöls gewährt.

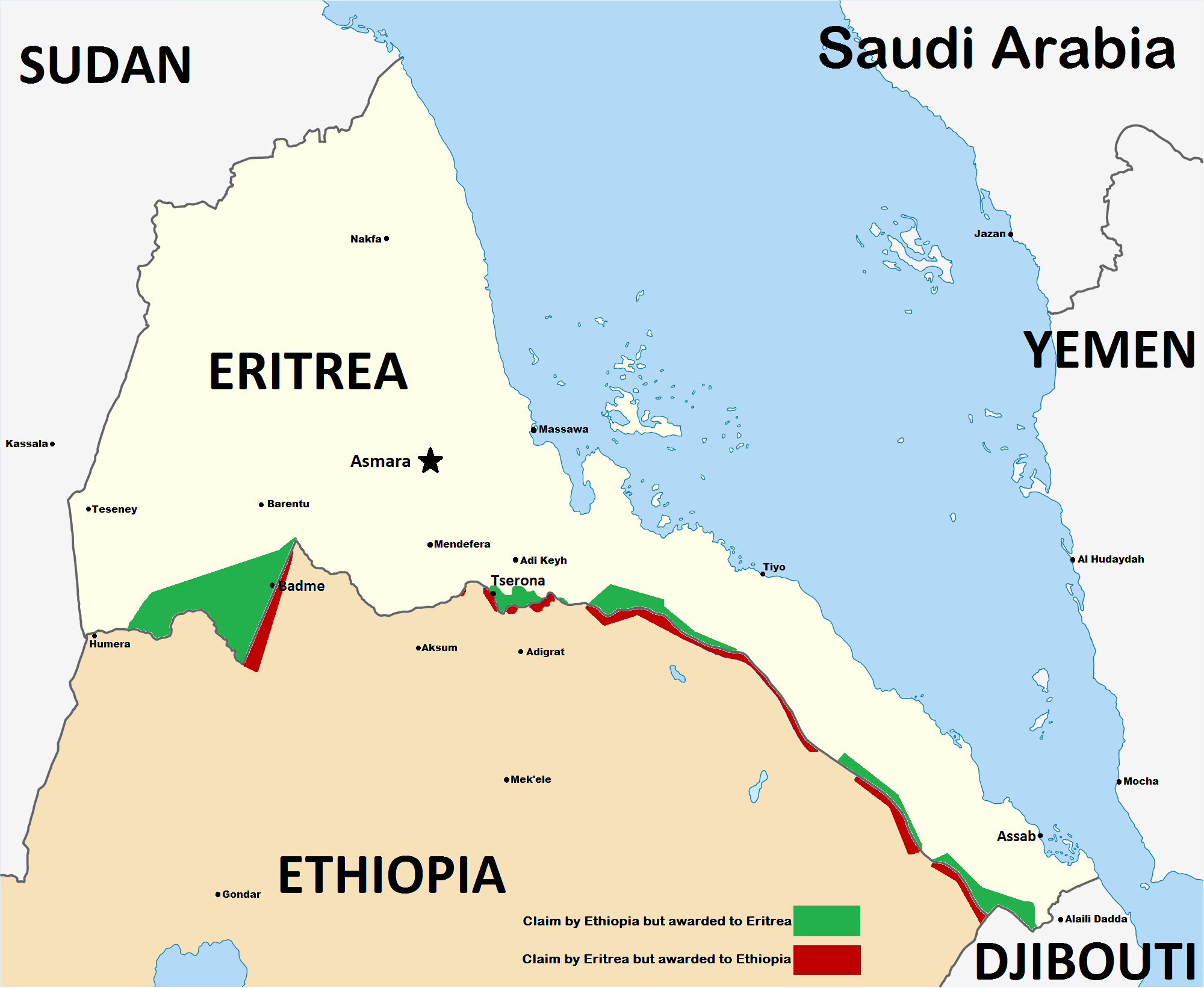
Grün und rot die umstrittenen Gebiete

Schon mit der Unabhängigkeit Eritreas setzten jedoch die ersten Grenzstreitigkeiten ein. Die Grenze war zwar 1900, 1902 und 1908 zwischen Großbritannien, dem Königreich Italien und dem Kaiserreich Abessinien ausgehandelt worden. Äthiopien argumentierte aber, dass diese Verhandlungsergebnisse niemals umgesetzt worden waren, manche Gebiete auch danach von Äthiopien verwaltet wurden und somit nicht zur italienischen Kolonie Eritrea gehörten. Als Eritrea schließlich auch nach größerer wirtschaftlicher Unabhängigkeit strebte, nahmen die Auseinandersetzungen weiter zu. Ende 1996 erhöhte Eritrea die Nutzungsgebühren für die Raffinerie in Assab um 10 %, woraufhin Äthiopien die Förderung eigenen Erdöls einstellte und stattdessen fertige petrochemische Produkte importierte. Dadurch musste Eritrea seine unrentable Raffinerie schließen und von nun an seinen Bedarf an Erdölprodukten durch Importe decken. Im November 1997 führte Eritrea eine eigene Währung, den Nakfa, ein und beendete damit die Währungsunion mit Äthiopien. Eritrea wollte aber die von der äthiopischen Zentralbank bereitgestellten Birr-Banknoten weiter verwenden, woraufhin Äthiopien mit der Einführung neuer Birr-Noten reagierte und alle Handelsprivilegien Eritreas strich.

## Der Konflikt
Durch die wirtschaftlichen Streitigkeiten nahmen auch die Auseinandersetzungen über die ungeklärte Grenzziehung wieder zu. Im Juli 1997 besetzten äthiopische Einheiten Gebiete um die Stadt Adi Murug und ersetzten die lokale Verwaltung durch eine äthiopische Verwaltung. Daraufhin wurde zwischen beiden Ländern die Bildung einer Grenzkommission beschlossen, was aber den Krieg nicht abwendete. Am 8. Mai 1998 forderte ein Schusswechsel zwischen Einheiten Äthiopiens und Eritreas auf beiden Seiten Todesopfer. Welche Seite den Schusswechsel begonnen hatte, ist bis heute ungeklärt. In der Folge besetzten am 12. Mai 1998 eritreische Einheiten das ca. 400 km² große Yirga-Dreieck im Grenzgebiet. Äthiopien forderte den sofortigen Abzug Eritreas und reagierte mit der Entsendung von Militäreinheiten in die Region. Außerdem wurde ein totaler Wirtschaftsboykott gegen Eritrea verhängt, woraufhin Eritrea die Häfen Massawa und Assab für Äthiopien sperrte, über die Äthiopien zwei Drittel seines Außenhandels abwickelte.
Als Reaktion auf den Wirtschaftsboykott ordnete Eritrea die Mobilmachung seiner Armee an. Kurz darauf besetzten eritreische Einheiten weitere Gebiete in Grenznähe. Am 5. Juni erfolgten die ersten Luftangriffe. Äthiopien bombardierte den Flughafen der eritreischen Hauptstadt Asmara und Eritrea die äthiopische Stadt Mekele, Provinzhauptstadt der Region Tigray. Auch am Boden kam es zu mittlerweile heftigen Kämpfen um die umstrittenen Gebiete. Der damalige US-Präsident Bill Clinton vermittelte schließlich die Einstellung der Luftangriffe am 15. Juni 1998. Auch die Kämpfe am Boden flauten zunächst ab, da die Regenzeit einsetzte und Truppenbewegungen behinderte und erschwerte.
In dieser Phase des Krieges rüsteten beide Staaten erheblich auf. Die Truppenstärke Eritreas vervierfachte sich auf 200.000 Mann und die Truppenstärke Äthiopiens wurde auf 300.000 Mann mehr als verdoppelt. Die Rüstungsausgaben beider Staaten betrugen zwischen Mai 1998 und Februar 1999 geschätzte 600 Millionen US-Dollar, eine sehr hohe Summe, da Äthiopien und Eritrea zu den ärmsten Ländern der Welt gehörten. Äthiopien wies außerdem ca. 70.000 in Äthiopien wohnhafte eritreische Staatsbürger aus und beschlagnahmte deren Vermögen. Äthiopien beschuldigte Eritrea, auch äthiopische Staatsbürger ausgewiesen zu haben; Vermittler der Organisation für Afrikanische Einheit (OAU) konnten dies jedoch nicht bestätigen.
Nach sieben Monaten eskalierte der Krieg wieder. Vor allem zwischen Februar und März 1999 gab es tausende Tote bei Grenzgefechten. Als sich die eritreischen Einheiten Ende Februar schließlich vor der äthiopischen Übermacht aus der Stadt Badme zurückziehen mussten, war der eritreische Präsident Isayas Afewerki zur Annahme eines Friedensplanes der OAU bereit, den er kurz zuvor noch strikt abgelehnt hatte. Nun weigerte sich jedoch Äthiopien, den Friedensplan anzunehmen. Im April begann Äthiopien mit der Bombardierung der eritreischen Hafenstädte Massawa und Assab und brach damit den Vertrag vom Juni 1998.
Erst in der Regenzeit von Juli bis September flauten die Kämpfe wieder ab und gaben den OAU-Vermittlern erneut Hoffnung auf eine friedliche Beilegung des Konflikts. Eritrea stimmte dem Plan der OAU zwar zu, der äthiopische Präsident Meles Zenawi sträubte sich jedoch erneut dagegen und lehnte den Plan im Dezember 1999 schließlich endgültig ab. Trotzdem kam es bis zum Mai des folgenden Jahres nur gelegentlich zu Schusswechseln. Am 12. Mai 2000 startete die äthiopische Armee eine Großoffensive und besetzte binnen zweier Wochen alle umstrittenen Gebiete. Am 26. Mai 2000 erklärten beide Seiten ihr Einverständnis zu einem Waffenstillstand. Dennoch wurden die Artilleriegefechte und äthiopischen Luftangriffe in den darauffolgenden Tagen mit unverminderter Heftigkeit fortgeführt. Auch nachdem der äthiopische Präsident am 31. Mai 2000 die Beendigung aller Kampfhandlungen erklärt und die Friedensverhandlungen der OAU in Algier begonnen hatten, endeten die Kämpfe nicht. Die Kämpfe endeten erst mit der Unterzeichnung des Waffenstillstandsabkommens durch die Außenminister beider Staaten am 18. Juni 2000.

## UN-Vermittlung und Grenzregelung

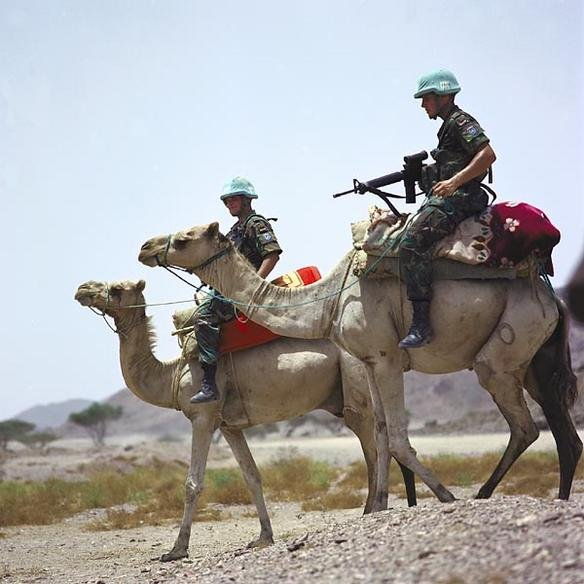
UNMEE-Soldaten (2005)

Im Waffenstillstandsvertrag wurde vereinbart, dass das 4.000 Mann starke UNO-Kontingent UNMEE den Abzug der Streitkräfte auf die Positionen vor dem Krieg überwacht. Außerdem wurde eine temporäre Sicherheitszone zwischen den beiden Staaten errichtet und eine Grenzkommission eingesetzt, die den genauen Verlauf der Grenze klären sollte. Am 13. April 2002 regelte die EEBC-Grenzkommission als Schlichterin den Verlauf der Grenzlinie anhand der bereits erwähnten Kolonialverträge „endgültig und bindend“. Das umstrittene Gebiet um die Stadt Badme wurde Eritrea zugesprochen, was dazu führte, dass Äthiopien protestierte und eine Korrektur des Schiedsspruchs verlangte. Die geplante Umsetzung der Grenzdemarkierung konnte deswegen zunächst nicht vollzogen werden. Sämtliche UN-Truppen, die zur Friedenssicherung abgestellt worden waren, wurden von Eritrea aus Protest gegen die äthiopische Blockadehaltung massiv in ihrer Arbeit behindert und daraufhin nach einem Beschluss des UN-Sicherheitsrats vom 30. Juli 2008 abgezogen. Beide Staaten standen sich somit weiterhin feindlich und schwer bewaffnet gegenüber.
Am 21. Dezember 2005 kam die im Rahmen der UN-Friedensbemühungen in Den Haag eingesetzte internationale Kommission zu dem Schluss, dass Eritrea den Krieg begonnen hätte. Der Angriff Eritreas könne nicht als legitime Selbstverteidigung, wie die eritreische Regierung argumentiert hatte, beurteilt werden. Eritrea sei daher nach internationalem Recht verpflichtet, Äthiopien für den entstandenen Schaden zu kompensieren.
Trotz Waffenstillstand blieben die eritreisch-äthiopischen Beziehungen gespannt, sodass manche Beobachter einen erneuten Krieg befürchteten. Sporadisch kam es an der Grenze mehrfach zu Feuergefechten mit Todesopfern. Beide Staaten trugen zudem ihre Streitigkeiten als Stellvertreterkrieg in Somalia weiterhin aus, indem sie miteinander verfeindete Parteien im somalischen Bürgerkrieg unterstützten.
Am 5. Juni 2018 erklärte die äthiopische Regierung, dass sie bereit sei, die Regelungen des Grenzabkommens von 2002 zu akzeptieren, und diese umsetzen werde. Dazu gehöre auch die Übergabe des umstrittenen Ortes Badme an Eritrea. Am 8. Juli 2018 erklärte Äthiopiens Regierungschef Abiy Ahmed, dass Äthiopien und Eritrea wieder diplomatische Beziehungen aufnehmen. Zugleich wurde ein Friedensvertrag zwischen den beiden Ländern geschlossen. Am 18. Juli 2018 wurde der regelmäßige Flugverkehr zwischen den beiden Hauptstädten wieder aufgenommen, der zwanzig Jahre unterbrochen war. Abiy Ahmed wurde 2019 für seine Aussöhnungspolitik der Friedensnobelpreis zuerkannt.

## Opferzahlen
Die Zahl der Opfer des Krieges ist unklar: Die Angaben bzw. Schätzungen liegen zwischen 19.000 Opfern auf eritreischer und 34.000 auf äthiopischer Seite bis zu auf beiden Seiten jeweils rund 150.000 Opfern. Die Zahl von 19.000 eritreischen Opfern basiert auf Angaben der Regierung; Äthiopien hat keine Angaben über eigene Verluste veröffentlicht. Außerdem wurden etwa eine Million Eritreer zu Flüchtlingen, was ungefähr einem Drittel der eritreischen Bevölkerung entspricht. Äthiopien gibt die Zahl der äthiopischen Flüchtlinge mit 350.000 an. Beide Staaten wurden durch den Krieg und die Rüstungsausgaben in ihrer wirtschaftlichen Entwicklung weit zurückgeworfen. Die jeweiligen Machteliten um Meles Zenawi und Isayas Afewerki wurden jedoch durch eine Welle des Nationalismus in ihren Positionen gestärkt.